# Gene Bates
Gene Bates, né le 4 juillet 1981 à Stirling, est un coureur cycliste australien, devenu directeur sportif. 

## Biographie
En 2010, son contrat avec l'équipe Drapac-Porsche n'est pas renouvelé. Il intègre alors l'équipe amateure Corsa Lightsview. Il devient par la suite directeur sportif de l'équipe féminine Mitchelton-Scott en 2014 et de l'équipe masculine du même nom en 2017. L'équipe australienne change alors de nom et devient BikeExchange en 2021.
Le 13 mai 2021, lors de la sixième étape du Tour d'Italie, il renverse le coureur belge de la Deceuninck-Quick Step Pieter Serry avec sa voiture de directeur sportif. Il est alors exclu définitivement de la course.

## Palmarès
- 2003
  -  Champion d'Australie sur route espoirs
  - Giro delle Due Province
  - 2e étape de Linz-Passau-Budweis
- 2004
  - Parme-La Spezia
  - 3e du Trophée Matteotti espoirs
- 2005
  - Piccola Sanremo
  - 2e du Giro del Belvedere
  - 2e de la Coppa della Pace
  - 3e du Trofeo Zssdi
- 2006
  - 3e du Tour du Piémont
- 2007
  - 2e du Grand Prix Industrie del Marmo
- 2009
  - 3e de Halle-Ingooigem

## Classements mondiaux
| Année            | 2015 | 2006 | 2007 | 2008 | 2009 |
| ---------------- | ---- | ---- | ---- | ---- | ---- |
| UCI Europe Tour  | 201e | 410e | 448e |      | 479e |
| UCI Asia Tour    |      | 128e | 259e |      |      |
| UCI Oceania Tour | 11e  | 18e  | 31e  | 66e  | 55e  |